# LFE
LFE, una abreviación de Low Frequency Effects, es comúnmente usado en la descripción de una pista de audio contenida dentro de los efectos de sonido de una película. La señal de esta pista está dentro del rango de 0 Hz a 120 Hz, es normalmente enviada a un subwoofer. El canal LFE es normalmente reproducido 10 dB más fuerte que los canales centrales. Este canal consume el 10% del ancho de banda producida por la totalidad de los canales, por lo que el LFE no es un canal propiamente tal, sino que es considerado como de apoyo, el cual no es necesario pero sí altamente recomendable. 

## Desarrollo
El canal LFE apareció en Dolby Stereo, como una vía para proveer bajos más intensos, sin que esto vaya en detrimento de la calidad en los demás canales de audio. 
Formatos posteriores como el Dolby Digital retuvieron el canal LFE, aunque esto es más por convención y retro compatibilidad que por una real necesidad, ya que los formatos digitales tienen un mayor rango dinámico que los grabados análogos magnéticos en películas de 70 mm, y los modernos procesadores de audio cuentan con un control de graves para redirigir el bajo desde cualquier canal al subwoofer.